# Marie Dewal

Marie Dewal am Residenztheater, 1909

Marie Dewal, auch Maria Dewal (geboren um 1880 in Wien – gestorben um 1918 ebenda) war eine österreichische Theaterschauspielerin.

## Leben
Marie Dewal erhielt ihre künstlerische Ausbildung an der Schauspielschule Otto. Sie begann ihre schauspielerische Tätigkeit 1897 in St. Pölten und kam 1899 nach Graz (Antrittsrolle „Liane“ in Mamsell Tourbillon) und sollte ab Herbst 1902 an das Deutsche Theater nach Berlin verpflichtet werden. Dieses Engagement trat sie jedoch nicht an, sondern ging, als Nachfolgerin von Rosa Albach-Retty, an das Deutsche Volkstheater in Wien. Dort debütierte Dewal am 23. Dezember 1902 mit der Estelle in dem Stück Die beiden Schulen.
Sie spielte u. a. das „Käthchen von Heilbronn“, die „Franziska“ in Minna von Barnhelm und „Vittorino“ in Renaissance. Sie spielte auch am Residenztheater Berlin. Kurz vor Beginn des Ersten Weltkriegs folgte sie schließlich einem Ruf nach Prag, wo sie an den dortigen deutschsprachigen Bühnen zu sehen war.
Am 1. Januar 1919 berichtete das Neue Wiener Tagblatt, dass sie „vor einiger Zeit“ im 39. Lebensjahr gestorben sei und im Familiengrab auf dem Wiener Zentralfriedhof bestattet wurde.

## Rezeption
„D. ist eine höchst talentierte Darstellerin naiver Liebhaberinnen, und sentinmentalnaive Partien scheinen ihrem Naturell besser zu liegen als Ausgelassenheit, die man ihr nicht so recht glauben will. Vornehmheit und weibliche Zurückhaltung geben allen Rollen dieser feinsinnigen Schauspielerin ein einzigartig anmutendes Gepräge.“